# 美國國家肖像畫廊
美國國家肖像畫廊（英語：National Portrait Gallery）位于美国华盛顿特区第8街和F街路口，成立于1962年，1968年向公众开放，属于史密森尼学会，美国名人肖像。
國家肖像畫廊和史密森尼美國藝術博物館共享一座建築（舊專利局大樓），附近的地铁畫廊站以其命名。

## 外部連結
- 官方网站
- Negotiating American Identity in the National Portrait Gallery.
- C-SPAN Q&A interview with Marc Pachter, December 30, 2007 （页面存档备份，存于）